# 孙常印
孙常印（1938年11月—2023年10月19日），男，山东东平人，中华人民共和国政治人物，曾任济南市政协主席，第九届全国政协委员。